# Baota, Jiangxi
Baota är en socken i Kina. Den ligger i provinsen Jiangxi, i den sydöstra delen av landet, omkring 72 kilometer norr om provinshuvudstaden Nanchang. Antalet invånare är 9 150. Befolkningen består av 4 421 kvinnor och 4 729 män. Barn under 15 år utgör 19,0 %, vuxna 15-64 år 72 %, och äldre över 65 år 7,0 %.
Runt Baota är det ganska tätbefolkat, med 199 invånare per kvadratkilometer. Närmaste större samhälle är Puting, 0,91 km nordost om Baota. Trakten runt Baota består till största delen av jordbruksmark.
Genomsnittlig årsnederbörd är 2 141 millimeter. Den regnigaste månaden är maj, med i genomsnitt 334 mm nederbörd, och den torraste är januari, med 59 mm nederbörd.